# کیا سفیا
کیا سفیا (به انگلیسی: Kia Sephia) خودرویی است که توسط شرکت کیا موتورز در کره جنوبی تولید شده‌است. طراحی آن خودروهای موتور جلو-محور جلو بوده است. سیستم جعبه‌دندهٔ آن ۵ دنده به دو صورت خودکار و دستی است.